# Xã Burk, Quận Minnehaha, South Dakota
Xã Burk (tiếng Anh: Burk Township) là một xã thuộc quận Minnehaha, tiểu bang Nam Dakota, Hoa Kỳ. Năm 2010, dân số của xã này là 383 người.